# Future (rappare)
För andra betydelser, se Future.
Nayvadius DeMun Cash, (född Nayvadius DeMun Wilburn)  mer känd under sitt artistnamn Future, född 20 november 1983 i Atlanta, är en amerikansk rappare, sångare, låtskrivare och musikproducent.
Wilburn blev först inblandad i musik som en del av Dungeon Family-kollektivet, där han fick smeknamnet "The Future". Efter att ha samlat en serie mixtapes mellan 2010 och 2011, skrev Future kontrakt med Epic Records och A1 Recordings, vilket hjälpt till att lansera hans eget skivbolag, Freebandz. Han släppte i april 2012 sitt debutalbum Pluto. Hans andra album, Honest, släpptes i april 2014.